# Linde (herb szlachecki)

Herb

Linde – polski herb szlachecki, nadany w Galicji.

## Opis herbu
Opis zgodnie z klasycznymi regułami blazonowania:
W pas, w polu górnym, złotym, lew kroczący czarny, z mieczem srebrnym o rękojeści czerwonej, w polu dolnym, czerwonym, dwa słupy srebrne, każdy obarczony lilią czerwoną, między nimi gwiazda srebrna. W klejnocie dwa skrzydła orle w lot, prawe złoto-czarne, lewe srebrno-czerwone. Labry z prawej czarne, podbite złotem, z lewej czerwone, podbite srebrem.

## Najwcześniejsze wzmianki
Nadany 10 września 1916 (dyplom z 20 lutego 1917) Mieczysławowi Linde, wojskowemu, w uznaniu trzydziestoletniej służby, wraz z I stopniem szlachectwa (Edler) i predykatem von Brykula. Predykat nawiązywał do bitwy z Kozakami, w której brał udział obdarowany.

## Herbowni
Ponieważ herb pochodził z nobilitacji osobistej, przynależy tylko jednej rodzinie herbownych (herb własny):
Linde Edler von Brykula.

### Znani herbowni
- Mieczysław Linde